# Mitsubishi Fuso Fighter
Mitsubishi Fuso Fighter — сімейство вантажівок середньої вантажопідйомності, що виробляються Mitsubishi Fuso Truck and Bus Corporation з 1984 року.
У Сполучених Штатах, його основні конкуренти Bering MD, Chevrolet W-Series, GMC W-Series, Isuzu FRR/FSR/FTR і UD 2000/2300. В Японії, основні конкуренти Isuzu Forward, Nissan Diesel/UD Trucks Condor і Hino Ranger.

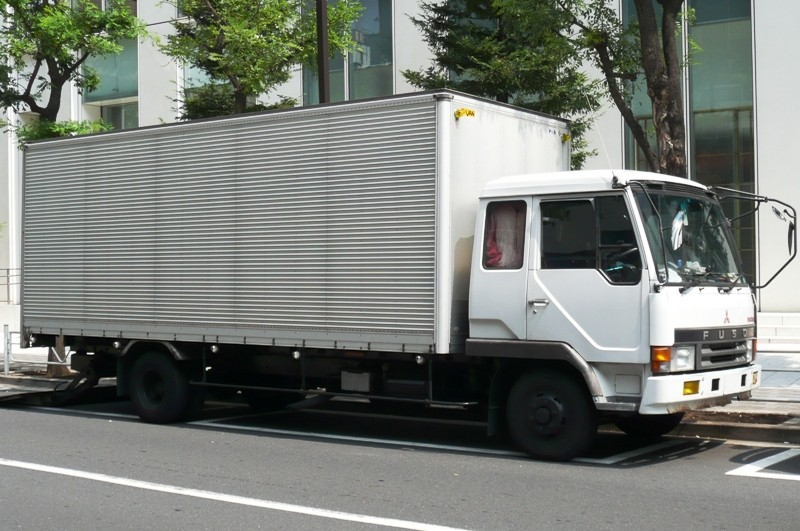
Mitsubishi Fuso Fighter (1984-1992)
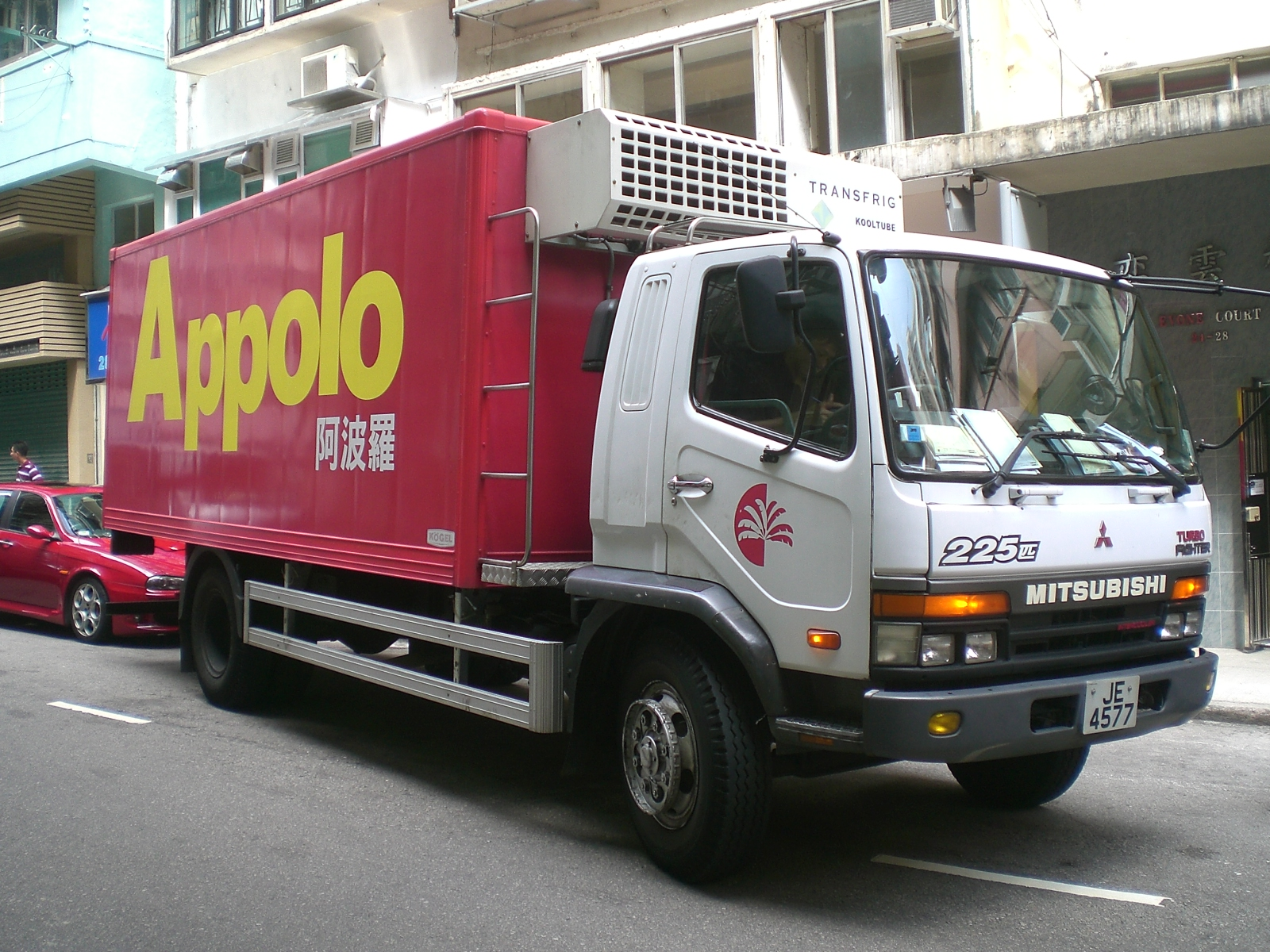
Mitsubishi Fuso Fighter (1992-1999)
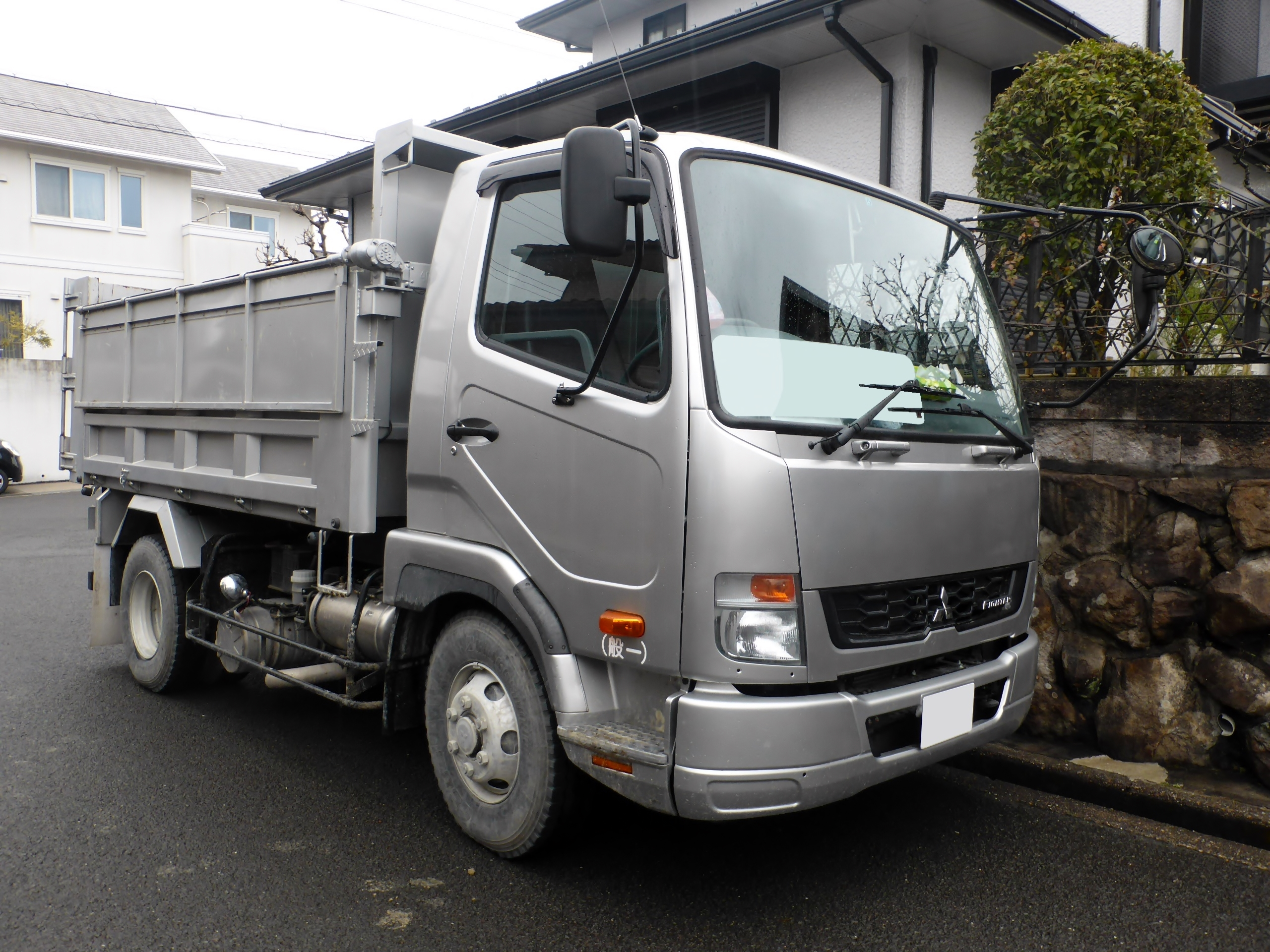
Mitsubishi Fuso Fighter (1999-2005)

## Двигуни
- 4M50
- 6D14
- 6D15
- 6D16
- 6D17
- 6D31 (для експорту за межі Японії)
- 6M60
- 6M61